# El Haouzia
 (novembre 2017).
Si vous disposez d'ouvrages ou d'articles de référence ou si vous connaissez des sites web de qualité traitant du thème abordé ici, merci de compléter l'article en donnant les références utiles à sa vérifiabilité et en les liant à la section « Notes et références ».
 (Août 2018).
- Si vous ne connaissez pas le sujet, laissez ce bandeau (vous pouvez alors contacter les auteurs).
- Si vous supprimez le contenu mis en cause (vous pouvez préalablement contacter les auteurs),

argumentez précisément cette suppression dans la page de discussion
(un manque de référence n'est pas un argument ; une recherche réelle de référence doit avoir été effectuée, être formellement documentée).
NEMOS est une épave de bateau échoué sur la plage d'El Haouzia,,,, près d'El Jadida, au Maroc.
Ce navire immatriculé aux Philippines qui transportait du bois de bon acabit de la Côte d'Ivoire vers les Pays-Bas, avant d’échouer sur les côtes d'El Jadida, anime la controverse.
« L’histoire remonte à  1987, où un groupe d’étudiants en excursion d'étude dans le quartier portugais, se souvenait avoir vu du haut de la tour, une agitation inhabituelle, puis une grande équipe de la protection civile, dirigée par le colonel Mohammad Al-Battioui, se dirigeait dare-dare pour secourir l'équipage d'un navire philippin qui effectuait un voyage commercial de la Côte d'Ivoire aux Pays-Bas », témoigne le professeur en charge de l’excursion.
Les autorités locales menées par le Pacha Moulay Tayeb et son subalterne Abdellatif Al-Kinani, avaient pris par la suite toutes les dispositions pour assurer l’admission  de l’équipage Philippin à l'hôpital Mohammed V, empêchant in extremis une tentative de suicide du capitaine du navire qui se sentait responsable..., ajoute la même source, précisant que le navire sinistré a quitté la Côte d'Ivoire chargé d'énormes troncs d'arbres semblables aux arbres de la « savane », dont est extrait le « bois d’Acajou ».
Sur instruction des autorités provinciales la cargaison de bois a été acheminée vers le port d'El Jadida sous la garde de l’Office d'Exploitation des Ports, à l’époque, avant d’être confisquée, indique pour sa part le professeur Abdallah Ghaitoumi qui a vécu l’événement. La plus grande partie de la cargaison fut mise sous hypothèque par les responsables durant cette époque, pour couvrir les frais "des dommages et des dépenses" causés par un tel naufrage, indique de son côté Lucie Guyau, un témoin français résidant à El Jadida.
« Une grande partie des ventes de cette cargaison a été débloquée pour soutenir le club de football, en l’occurrence le DHJ, et le doter du Club House, qui constitue aujourd’hui une manne importante de ses principales ressources », relève Abdallah Ghaitoumi. C'est une partie de l'histoire du "Titanic" d’El Jadida qui, au fil du temps, s'est transformé en une partie des nouveaux monuments de la région, où habitants et visiteurs trouvent de plus en plus du plaisir à prendre des photos commémoratives avec sa moitié visible. Tout cela dans une magnifique vue panoramique.
Le 7 Novembre 2022, l'épave de NEMOS s'effondre sous la force des vagues Atlantiques. Le repère qui aura guidé les plagistes pendant près d'un demi-siècle disparaît à tout jamais sous les eaux de Haouzia.